# 萨维尼亚克莱德里耶
萨维尼亚克-莱德里耶（法語：Savignac-Lédrier，法語發音：[saviɲak ledʁije]）是法国多尔多涅省的一个市镇，属于农特龙区。

## 地理
萨维尼亚克-莱德里耶（45°23'52"N, 1°12'37"E）面积26.9 平方千米，位于法国新阿基坦大区多爾多涅省，该省份为法国西南部内陆省份，是法國本土面积第三大的省，大致对应佩里戈尔地区，北起顺时针与夏朗德省、上维埃纳省、科雷兹省、洛特省、洛特-加龙省、吉倫特省和滨海夏朗德省接壤。
与萨维尼亚克-莱德里耶接壤的市镇（或旧市镇、城区）包括：派扎克、圣梅曼、热尼、拉努阿耶、昂瓜斯。
萨维尼亚克-莱德里耶的时区为UTC+01:00、UTC+02:00（夏令时）。

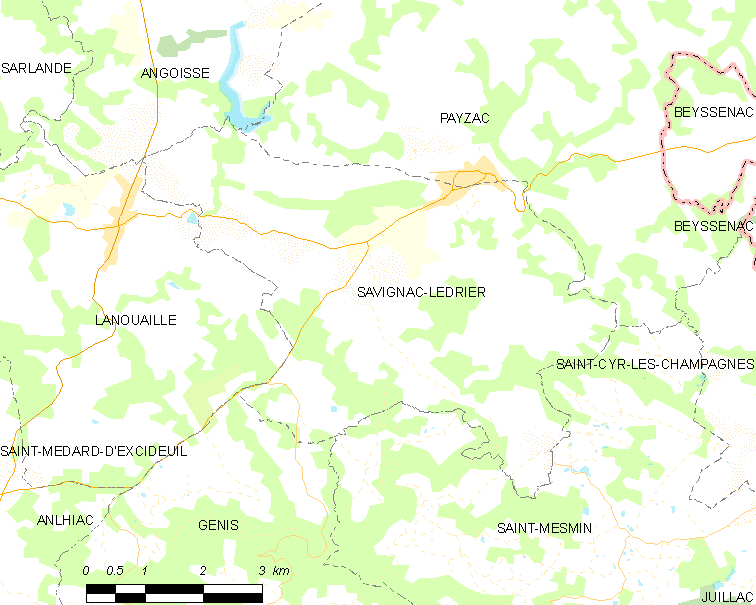
萨维尼亚克-莱德里耶的OSM定位图

## 行政
萨维尼亚克-莱德里耶的邮政编码为24270，INSEE市镇编码为24526。

## 政治
萨维尼亚克-莱德里耶所属的省级选区为伊勒-卢-欧韦泽尔县。

## 人口

1962-2008年间萨维尼亚克-莱德里耶人口变化图示

萨维尼亚克-莱德里耶于2022年1月1日时的人口数量为715人。